# Les Mâles
Les Mâles és una pel·lícula de comèdia criminal canadenca, dirigida per Gilles Carle i estrenada el 1971.

## Argument
La pel·lícula se centra en Jean (Donald Pilon) i Émile (René Blouin), un llenyataire i un estudiant que viuen fora de la xarxa al desert, que decideixen que necessiten una dona per unir-se a ells i van a la ciutat a buscar-ne una. Recorren al segrest de Dolores (Katerine Mousseau), una guàrdia de la presó que és filla del cap de la policia del poble, que va portar els vilatans a muntar una multitud de vigilantes per capturar Jean i Émile i portar-los davant la justícia.

## Repartiment
- Donald Pilon - Jean St-Pierre
- René Blouin - Émile Ste-Marie
- Andrée Pelletier - Rita Sauvage
- Katerine Mousseau - Dolorès
- Marc Gélinas - Periodista
- Guy L'Écuyer - Fontaine
- Jacques Bilodeau - Un bomber
- José Rettino
- Robert Desroches
- Paul Gauthier
- Danièle Lafleur
- Michèle Latraverse
- J.-Léo Gagnon - Cap de polocia i alcalde de la vila
- Joël Denis

## Crítica
Martin Knelman de The Globe and Mail va valorar favorablement la pel·lícula, escrivint que "En el seu moment més brillant, Carle aconsegueix una forma de comèdia que és en part rabelaisiana i en part Keystone Kops, però just sota la superfície de l'esproporcionament de la bufetada hi ha una sensació de desesperació, de desesperació a la vora de la violència i la derrota. Aquesta actitud de doble visió és la que dona a les pel·lícules de Carle el seu peculiar avantatge còmic i la seva energia autopropulsada."

## Recepció
La pel·lícula va ser vista per 302.950 persones a França.

## Obres citades
- Marshall, Bill. Quebec National Cinema.  McGill–Queen's University Press, 2001. ISBN 0-7735-2103-8.